# McLaren MP4/11
Der McLaren MP4/11 war ein Formel-1-Rennwagen, mit dem das McLaren-Team an der Formel-1-Weltmeisterschaft 1996 teilnahm.

## Rennwagen
Das Chassis wurde federführend von Neil Oatley und  Steve Nichols entworfen, Mario Illien zeichnete für den Mercedes-Motor Mercedes FO 110D V10 verantwortlich. Pilotiert wurde der Wagen vom Finnen Mika Häkkinen und dem Briten David Coulthard.

## Ergebnisse
Der Rennwagen in der Formel-1-Weltmeisterschafts-Saison 1996 in allen neun Rennen teil. Er errang keinen Sieg und keine Poleposition, erreichte aber in zwei Rennen durch David Coulthard das Siegertreppchen.